# Susedgrad
Susedgrad je srednjovjekovna utvrda u Hrvatskoj, podignuta na krajnjim sjeverozapadnim obroncima Medvednice. Susedgrad je zaštićeno kulturno dobro Republike Hrvatske.

## Povijest
Prostor utvrde naseljen je dugo vremena. Na ovom prostoru pronađen je grob koji datira iz 9. stoljeća, a u njemu je bio sahranjen ratnik. Uz njega je bio pronađen željezni mač s pripadajućim lijevanim brončanim okovima s pomoću kojih je mač bio vezan uz pojas.
Susedgrad je bio podignut na strateški važnom mjestu završnog jugozapadnog obronka Medvednice, u susjedstvu Medvedgrada i Samobora. Bio je središte susedgradsko-stubičkog vlastelinstva. Pretpostavlja se da je prije izgradnje Susedgrada na tom mjestu postojala manja srednjovjekovna utvrda. U doba turske opasnosti utvrđuje se i oko 1530. godine, Susedgrad je dobro opremljen i utvrđen grad.
U povijesnim izvorima prvi put se spominje 1316. godine, a dao ga je podići hrvatski-ugarski kralj Karlo Robert Anžuvinac. Bio je u vlasništvu nekoliko velikaških obitelji, ali se ponajprije veže uz zloglasnog Franju Tahyja. Pod zidinama Susedgrada izbila je 1573. velika seljačka buna. U prvoj polovici 17. stoljeća bio je u posjedu baruna Nikole II. Mlakovečkog, koji se spominje 1614, 1618. i 1635. godine. 
Susedgrad je napušten nakon požara u 17. stoljeću i do danas propada. Prvenstveno je napušten zbog gubitka strateške važnosti. Od nekada moćne utvrde i dvora danas su ostale samo ruševine, a dio kamenih i keramičkih nalaza uglavnom iz razdoblja 15. i 16. stoljeća pohranjeni su u Hrvatskom povijesnom muzeju.
Tridesetih godina 20. stoljeća, uokolo susedgradskih ruševina planiran je perivoj park-šuma Susedgrad s brojnim stazama, klupama i sjenicama, a uređen je i planinarski dom, danas neodržavan i opustošen.

## Zaštita
Stari grad Susedgrad je zaštićeno kulturno dobro.

## Galerija
- prilaz utvrdi
- vanjske zidine
- unutrašnjost
- puškarnica